# Giuseppe Cobolli Gigli
Giuseppe Cobolli Gigli (rojen kot Josip Kobolj), italijanski politik in fašist slovenskega rodu,* 1892, Trst, Avstro-Ogrska, † 22. julij 1987.
Giuseppe Cobolli Gigli se je rodil v Trstu  leta 1892 kot Josip Kobolj slovenskemu  učitelju Nicolausu Kobolju iz Trsta.  Po prvi svetovni vojni se je pridružil fašistom in si nadel vzdevek Giulio Italico in pod njim pisal prispevke za fašistične časopise in revije. Leta 1928 si je poitalijančil ime in priimek v Giuseppe Cobolli, ki mu je pred vstopom v politiko dodal še plemiški naziv Gigli.
Bil je eden prvih, ki je javno pisal in  zagovarjal nujnost fojb, o čemer pričajo zapisi v njegovih člankih oziroma objavah v različnih časnikih in revijah, tako je že pred drugo svetovno vojno pozival k metanju Slovencev in Hrvatov v fojbe. Zavzemal se je za namreč etnično čiščenje italijanskih ozemelj, kjer so večino predstavljali Slovenci in Hrvati.
V reviji Gerarchia, ki je bila uradna revija italijanskih fašistov, je tako med drugim zapisal: Istrska muza je dala ime primernemu kraju, kjer je treba pokopati tiste, ki grozijo nacionalni značilnosti Istre s predrznimi idejami. Fojbe je opeval tudi v poeziji: »V Pulju je kolosej, v Pazinu je fojba, kjer vržejo v globino tistega z bolečino.« Povedano drugače, fojbe so v njegovih očeh služile kaznovanju sovražnikov italijanskega ljudstva, se pravi Slovencev in Hrvatov.
Giuseppe Cobolli Gigli je bil tudi minister  za javna dela v Mussolinijevi vladi od 5. septembra 1935 do 31. oktobra 1939, v tem obdobju je bil tudi odgovoren za projekte v tedanjih italijanskih kolonijah, kaj se je nato zgodilo z njim, ni znano. Medtem ko dokumenti leto 1892 beležijo kot leto njegovega rojstva, podatkov o njegovi smrti ni. Njegov nečak Giovanni Cobolli Gigli je bil med letoma 2006 in 2009 predsednik italijanskega nogometnega kluba Juventus.